# Ostrowskie
Ostrowskie – jezioro w województwie lubuskim, w powiecie sulęcińskim, w gminie Sulęcin, na Pojezierzu Łagowskim, położone jest w Ostrowiu, niedaleko Sulęcina.
Jezioro znajduje się na obszarze chronionego krajobrazu o nazwie Pojezierze Lubniewicko-Sulęcińskie.

## Hydronimia
Według źródeł jezioro do 1945 roku nazywane było Ostrow See. 17 września 1949 roku wprowadzono nazwę Ostrowskie. Obecnie państwowy rejestr nazw geograficznych jako nazwę jeziora również podaje Ostrowskie, jednocześnie podając nazwę oboczną Jezioro Ostrowskie.

## Morfometria
Według danych Instytutu Meteorologii i Gospodarki Wodnej powierzchnia zwierciadła wody jeziora wynosi 10,3 ha. Natomiast A. Choiński określił poprzez planimetrowanie na mapach 1:50 000 wielkość jeziora na 10,0 ha. Średnia głębokość zbiornika wodnego to 1,9 m, a maksymalna – 3,8 m. Lustro wody znajduje się na wysokości 102,0 m n.p.m., natomiast, według numerycznego modelu terenu udostępnionego przez Geoportal lustro wody jeziora znajduje się na wysokości 78,3 m n.p.m.. Objętość jeziora wynosi 195,7 tys. m³. Maksymalna długość jeziora to 480 m, a szerokość 300 m. Długość linii brzegowej wynosi 1450 m.
Według Mapy Podziału Hydrograficznego Polski jezioro leży na terenie zlewni szóstego poziomu Postomia od dopł. spod Szczawińca do dopł. z Turska (l). Identyfikator MPHP to 189643.

## Zagospodarowanie
Administratorem wód jeziora jest Regionalny Zarząd Gospodarki Wodnej w Poznaniu. Utworzył on obwód rybacki, który obejmuje między innymi wody jeziora Ostrowskiego oraz wody rzeki Postomia aż do jej ujścia do Kanału Postomskiego (Obwód rybacki rzeki Postomia – Nr 1).
Jezioro pełni również funkcje rekreacyjne, w południowo-wschodniej części akwenu zlokalizowane jest niestrzeżone kąpielisko i parking, natomiast w północno-wschodniej – ośrodek wypoczynkowy. W 2019 roku Gmina Sulęcin zorganizowała kąpielisko wyznaczone z zasadami dyrektywy kąpieliskowej – Kąpielisko „Jezioro Ostrowskie”. W późniejszych latach gmina zaniechała organizacji strzeżonego kąpieliska. Dno jeziora jest w większości płaskie z niewielkimi zagłębieniami. W okresie wiosenno-letnim 80% dna porasta roślinność sięgająca miejscami lustra wody. Przy brzegach zbudowano około czterdzieści pomostów dla wędkarzy.
Akwen ma duży rybostan i charakter linowo-szczupakowy. Oprócz tego występują tu: wzdręga, ukleja, krąp, płoć, leszcz, sandacz, okoń i węgorz. Wodą zarządza Okręg PZW w Gorzowie Wielkopolskim. Dopuszczone jest tu używanie łodzi z silnikami elektrycznymi.